# Eudemis
Eudemis is een geslacht van vlinders van de familie bladrollers (Tortricidae), uit de onderfamilie Olethreutinae.

## Soorten
- E. centritis (Meyrick, 1912)
- E. gyrotis (Meyrick, 1909)
- E. lucina Liu & Bai, 1982
- E. polychroma Diakonoff, 1981
- E. porphyrana - Schaduwfruitbladroller (Hübner, 1799)
- E. profundana - Bonte fruitbladroller (Denis & Schiffermüller, 1775)